# Buda Yodfa Chulaloke
Buddha Yodfa Chulaloke ou Phutthayotfa, postumamente chamado de Rama I, o Grande (Ayutthaya (Tailândia) como Thong Duang, 20 de março de 1737 – 7 de setembro de 1809), foi rei do Sião (hoje Tailândia) de 1782 até 1809 e o fundador da dinastia Chakri que reina na Tailândia até hoje.

## Vida
Seu nome de nascimento era Thong Duang. Era filho de Phra Aksorn Sundara Smiantra, um nobre do reino de Ayutthaya, que após a queda de Ayutthaya tornou-se Chao Phya Chakri em Pitsanuloke. Após ser educado em um templo budista, seu pai o enviou para se tornar escudeiro do rei Uthumphon e foi nessa ocasião que ficou amigo de Tak Sin, que mais tarde se tornaria o Rei Taksin, o futuro predecessor de Rama. Depois da queda de Ayutthaya, ele reuniu a classe nobre do rei Taksin sob o nome de Chao Phraya Chakri. Recebeu o nome Buddha Yodfa Chulaloke postumamente pelo rei Rama III, Nangklao.
No tempo em que foi general do rei Taksin, Rama conquistou Vientiane em 1778-79, colocando o país sob vassalagem e transferindo seu Buda de Esmeralda e Phra Bang para Thonburi. Em 4 de abril de 1782, quando Taksin foi declarado louco após um golpe de Estado e posteriormente executado, Rama assumiu o poder, estabelecendo a dinastia Chakri. Foi coroado em 6 de abril como Rama I; a data é hoje em dia comemorada como o "Dia Chakri", um feriado oficial da Tailândia.
Em 1785, o último dos Senhores Nguyen, Nguyen Anh convenceu o rei Chulaloke a dar-lhe poderes para atacar o Vietnã (que estava agora sob o controle dos irmãos Tay Son). Porém, a armada da coalizão Nguyen-Siam foi derrotada na Batalha de Rach Gam–Xoai Mut na região do delta do rio Mekong. Sete anos depois, Nguyen Anh com a ajuda dos siameses, efetuaram uma série de ataques a Saigon.
O Rei Rama I continuou a tarefa de Taksin de defender o recém-criado país do ataque da Birmânia e repeliu várias invasões birmanesas. Culturalmente, Rama I restabeleceu também as tradições do país impedindo que textos budistas fossem destruídos no caos que se seguiu ao saque realizado pelos birmaneses a Ayutthaya em 1767. Ele também transferiu a capital de Thonburi para a recém-construída Bangcoque. Em seu palácio, o Wat Phra Kaew, abrigou o Buda de Esmeralda e criou um novo código de leis, o Livro dos Três Selos. Ele designou o primeiro Patriarca Supremo do Budismo tailandês. Como a literatura era a sua paixão, ele também escreveu uma versão em tailandês do Ramayana poema épico chamado Ramakien.
Com a sua morte, foi sucedido por seu filho, o príncipe Isarasundorn, que assumiu o trono com o nome de Rei Buddha Loetla Nabhalai (postumamente chamado de Rama II).

## Política externa e guerra

### Vietnã e Camboja
Em 1784-1785, o último dos Lordes Nguyễn, Nguyễn Ánh, convenceu Rama I a dar-lhe forças para atacar o Vietnã, que estava então sob o controle dos irmãos Tây Sơn. No entanto, a frota conjunta Nguyễn-Sião foi destruída na Batalha de Rach Gam-Xoai Mut na região do Delta do Mekong. O apelo de Nguyễn para a assistência siamesa permitiu que os siameses exercessem considerável influência política sobre a corte de Nguyễn. Mac Tu Sinh, filho de Mạc Thiên Tứ e sua esposa siamesa, foi criado entre os siameses, e ocupou o cargo de governador de Hà Tiên até sua morte em 1787. Ngo Ma, um general de ascendência siamesa, foi nomeado governador interino no lugar de Mac.  Nguyễn Ánh também se refugiou no Sião, na corte do rei, esperando as oportunidades para derrotar Tây Sơn. Esses episódios demonstraram a disposição de Rama I de estender o poder siamês além de seu Reino.
No Camboja, o rei Reamraja (Ang Non II) foi deposto em 1779 e o trono foi dado ao jovem príncipe Ang Eng. No entanto, as políticas pró-vietnamitas de certos aristocratas cambojanos sob Ang Eng alarmaram Rama I. Como resultado, Rama I mandou capturar e deportar Ang Eng para Banguecoque, onde Rama o adotou como seu filho, cujo objetivo era impor-lhe sentimentos pró-siameses. Rama I também impôs Chao Phraya Abhaya Bhubet como regente do Camboja.
Nguyễn Ánh partiu secretamente para o Vietnã em 1787, deixando um bilhete para Rama I. Nguyen conseguiu recapturar Saigon em 1788 e mais tarde ascendeu como imperador Gia Long em 1802.
Em 1794, com a maioria de Ang Eng, Rama I o reinstalou como o Neareay Reachea III. A área em torno de Siemreap e Battambang foi anexada pelo Sião, e foram governadas por Abhaya Bhubet. No entanto, Rama I permitiu que esses territórios fossem governados de acordo com as tradições cambojanas.

### Guerras com a Birmânia
Logo o rei Bodawpaya da Birmânia começou a prosseguir suas ambiciosas campanhas para expandir seus domínios sobre o Sião. A Guerra birmanesa-siamesa (1785-1786), também conhecida no Sião como a "Guerra dos Nove Exércitos" porque os birmaneses vieram em nove exércitos, eclodiu. Os soldados birmaneses invadiram Lanna e o Sião do Norte. As forças siamesas, comandadas por Kawila, príncipe de Lampang, travaram uma luta corajosa e atrasaram o avanço birmanês, enquanto esperavam por reforços de Banguecoque. Quando Phitsanulok foi capturado, Anurak Devesh o Palácio da Retaguarda, e o próprio Rama I lideraram as forças siamesas para o norte. Os siameses aliviaram Lampang do cerco birmanês.
No sul, Bodawpaya esperava em Chedi Sam Ong pronto para atacar. O Palácio da Frente foi ordenado a liderar suas tropas para o sul e contra-atacar os birmaneses que chegavam a Ranong através de Nakhon Si Thammarat. Ele trouxe os birmaneses para a batalha perto de Kanchanaburi. Os birmaneses também atacaram Thalang (Phuket), onde o governador acabara de morrer. Chan, sua esposa e sua irmã Mook reuniram o povo local e defenderam com sucesso Thalang contra os birmaneses. Hoje, Chan e Mook são reverenciados como heroínas por causa de sua oposição às invasões birmanesas. Em suas próprias vidas, Rama I concedeu-lhes os títulos Thao Thep Kasattri e Thao Sri Sunthon.
Os birmaneses passaram a capturar Songkhla. Ao ouvir a notícia, os governadores de Phatthalung fugiram. No entanto, um monge chamado Phra Maha encorajou os cidadãos da área a pegar em armas contra os birmaneses; Sua campanha também foi bem-sucedida. Phra Maha foi mais tarde elevado à nobreza por Rama I.

Quando seus exércitos foram destruídos, Bodawpaya recuou. No ano seguinte, ele atacou novamente, desta vez constituindo suas tropas como um único exército. Com esta força, Bodawpaya passou pelo passe de Chedi Sam Ong e instalou-se em Tha Din Daeng. O Palácio da Frente marchou as forças siamesas para enfrentar Bodawpaya. A luta foi muito curta e Bodawpaya foi rapidamente derrotado. Esta curta guerra foi chamada de campanha de Tha Din Daeng.